# On the Level (film fra 1917)
On the Level er en amerikansk stumfilm fra 1917 af George Melford.

## Medvirkende
- Fannie Ward som Merlin Warner
- Jack Dean som Pete Sontag
- Harrison Ford som Joe Blanchard
- Lottie Pickford som Eleanore Duke
- James Cruze som Ozmun